# Petauridae
Los petáuridos (Petauridae) son una familia de marsupiales diprotodontos que habitan en Australia y Nueva Guinea.

## Clasificación
- Género Dactylopsila
  - Dactylopsila megalura
  - Dactylopsila palpator
  - Dactylopsila tatei
  - Dactylopsila trivirgata
- Género Gymnobelideus
  - Gymnobelideus leadbeateri
- Género Petaurus
  - Petaurus abidi
  - Petaurus australis
  - Petaurus biacensis
  - Petaurus breviceps
  - Petaurus gracilis
  - Petaurus norfolcensis